# Bisericile greco-catolice din Carei

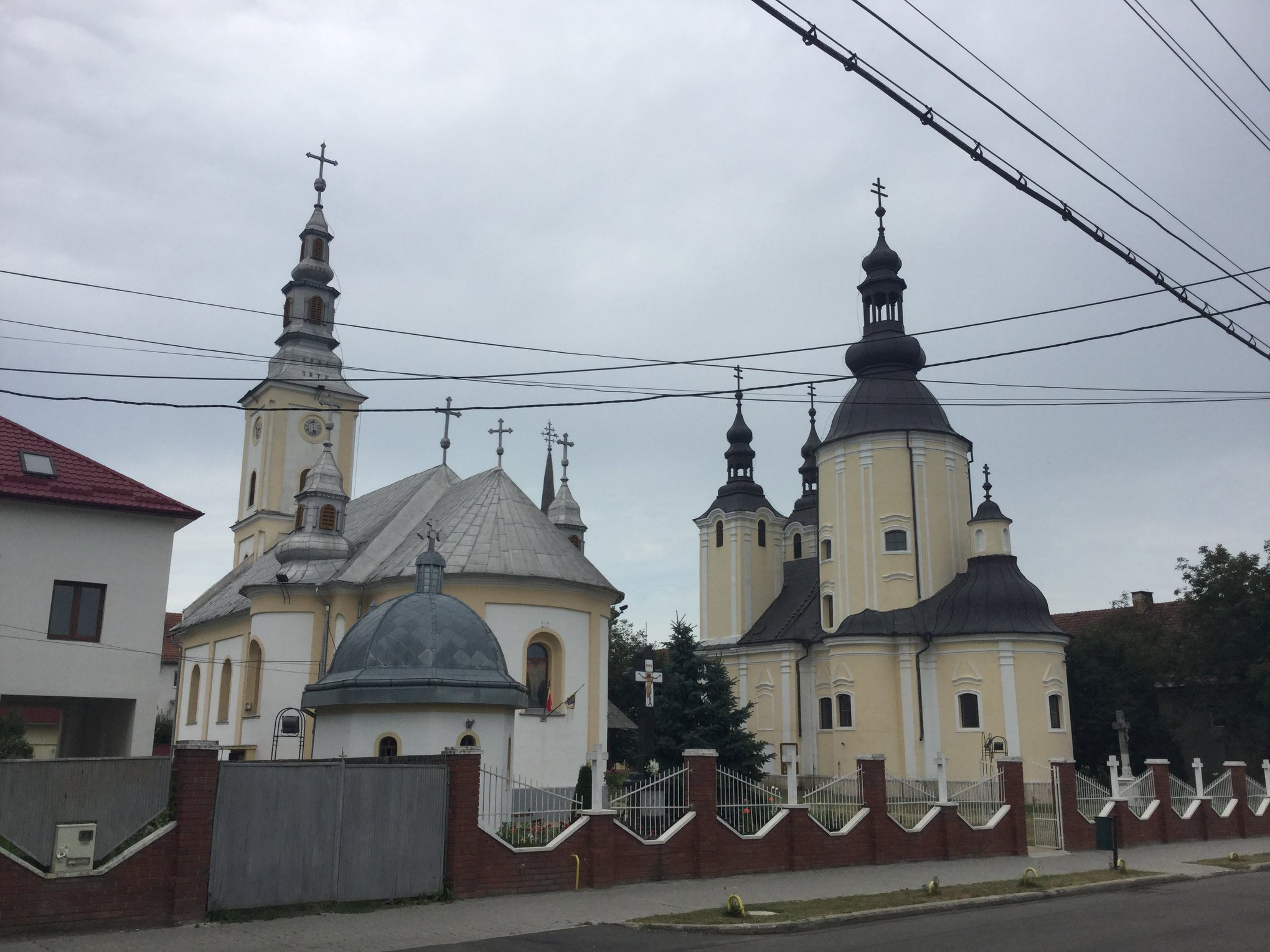
Bisericile gemene din Carei

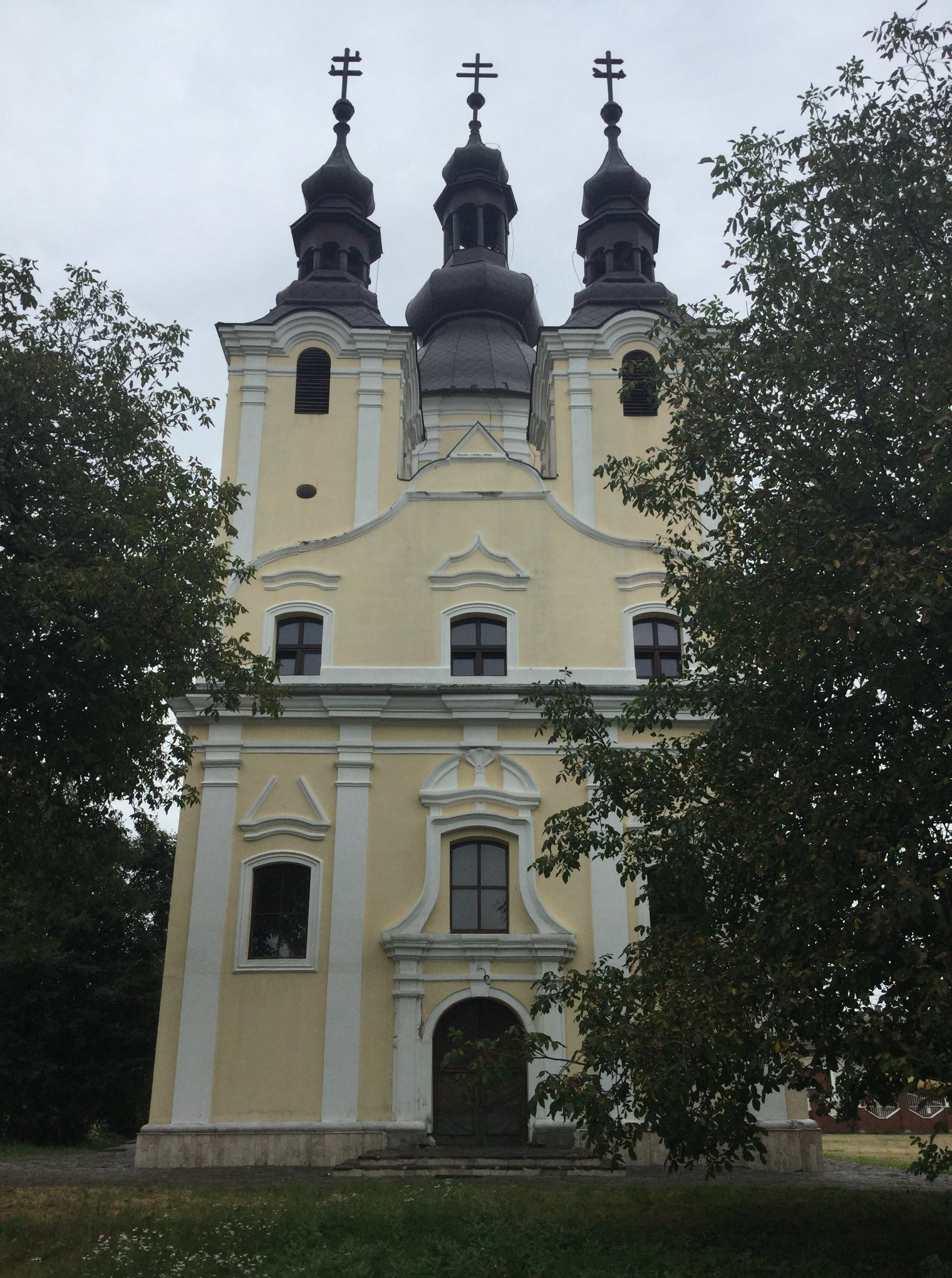
Biserica greco-catolică ruteană din Carei

Bisericile Sfinții Arhangheli Mihail și Gavril sunt două biserici alăturate, situate în aceeași curte pe strada Doina, Carei, România. Ele sunt închinate Sfinților Arhangheli Mihail și Gavril. Ambele biserici sunt clasate ca monumente istorice de către Ministerul Culturii și Cultelor din România.

## Biserica greco-catolică ruteană
Biserica de la numărul 13 este lăcașul mai vechi din cele două. Primii locuitori greco-catolici ai orașului au fost haiducii care s-au stabilit la sfârșitul secolului al XVII-lea, păzind cetatea în numele familiei Károlyi. La începutul secolului al XVIII-lea Sándor Károlyi a alocat o zonă pentru ca hajducii să se stabilească, iar mai târziu, familiile românești din satele din jur au mărit semnificativ populația greco-catolică. Comunitatea a construit două biserici, una din lemn în anii 1720 și alta în 1736. Deoarece enoriașii români și ruteni nu s-au putut înțelege asupra utilizării comune, cei din urmă au construit o nouă biserică între 1737-1739. Rutenii au continuat să frecventeze biserica de lemn până când a fost finalizată clădirea de piatră.
Biserica, considerată una dintre cele mai timpurii clădiri baroce din Carei, se crede că a fost inspirată de cea din Máriapócs, Ungaria. A fost grav avariată de cutremurul din 1834, dar a fost reparată în curând. În 1888 au avut loc noi reparații, iar amvonul și altarul datează probabil din acel moment. Cupola principală a fost pictată, iar nișele de ferestre au fost instalate. Alte renovări au avut loc în 1967 și 1973. În curte a fost amplasată o cruce mare în 1894.
Biserica din cărămidă are o singură navă și două turle la capătul vestic, precum și un altar treflat la est. Cupola centrală masivă are o extensie bulboasă, iar portalul de intrare este semicircular. Fațada principală este ușor decorată cu motive de cochilii, iar fațadele laterale au ferestre cu modele similare cu cea principală. Naosul are un tavan boltit, semicilindric, și este decorat cu flori din stuc împreună cu pereții laterali. Iconostasul bogat ornamentat are 19 icoane și datează din 1857, iar pictura altarului, care înfățișează Înălțarea lui Iisus, este o copie a celei de la Catedrala din Satu Mare. Pictura de pe cupolă din 1888 înfățișează scene din viața Fecioarei Maria. Astăzi, congregația care frecventează biserica este maghiară și biserica este cunoscută sub numele de Szent Mihály és Gábor arkangyalok görög-katolikus templom în limba lor.

## Biserica greco-catolică română

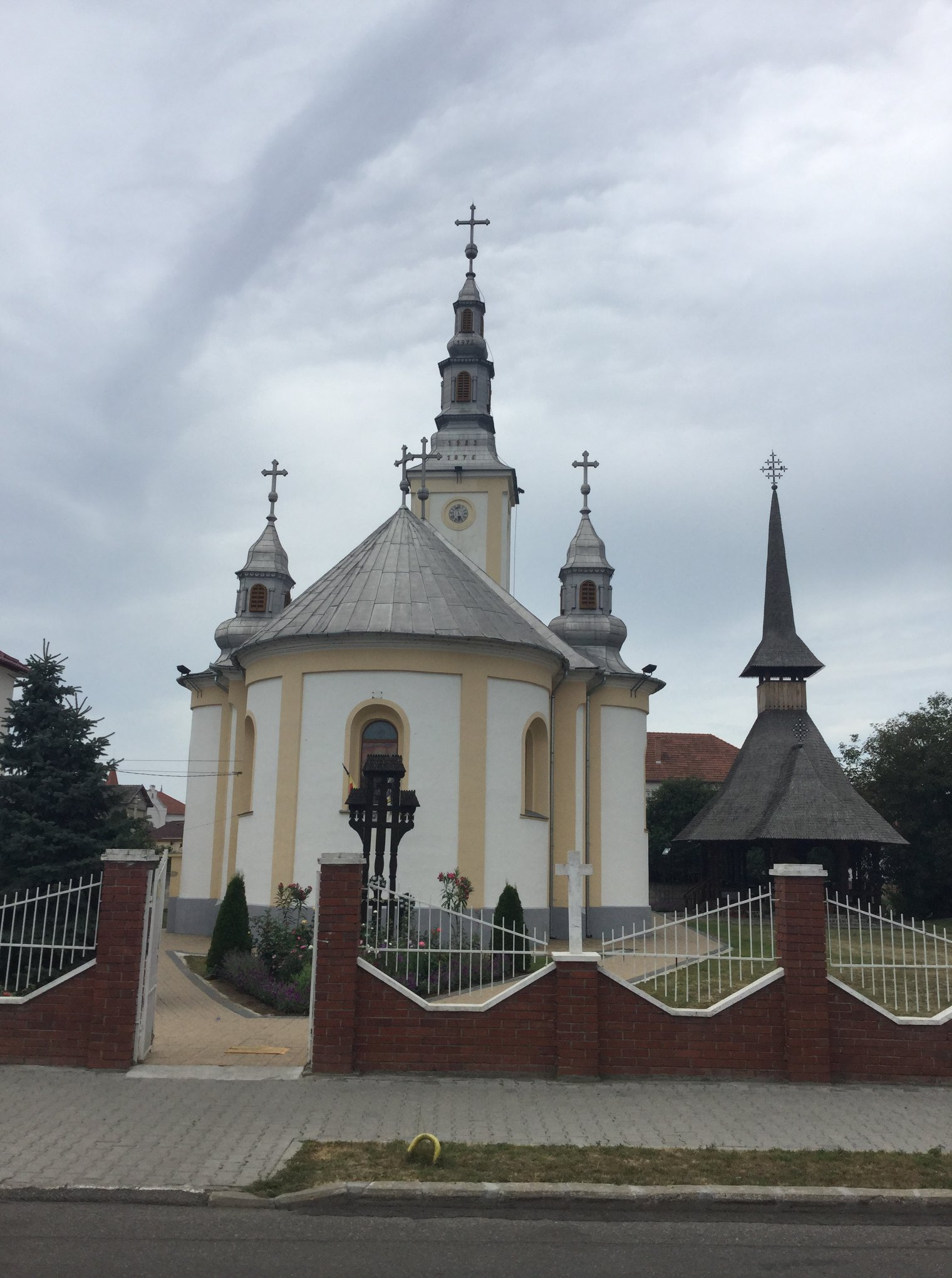
Biserica greco-catolică română (în prezent ortodoxă) din Carei

Biserica de la numărul 11 a fost construită în 1752 de comunitatea greco-catolică românească. A suferit grave daune în urma unui cutremur din 1834, dar a fost ulterior reparată. Alte renovări au avut loc în 1876 și 1906, iar în 1923-1925, acoperișul de șindrilă din lemn a fost înlocuit cu tablă, iar clădirea a fost electrificată. În 1948 Biserica Greco-Catolică a fost interzisă de noul regim comunist, iar proprietatea a fost transferată către Biserica Ortodoxă Română. Pereții interiori au fost zugrăviți în 1965, iar vitraliile au fost adăugate în 1980. În 1983 au fost reparate acoperișul și iconostasul.
Biserica provincială în stil baroc se întinde de-a lungul unei linii est-vest și este formată dintr-un vestibul cu turlă, un naos dreptunghiular lung și un altar cu o absidă semicirculară. Există abside laterale unde naosul se unește cu altarul. Fațadele sunt simple, iar intrarea principală este închisă într-un semicerc de piatră și este flancată de semicercuri de coloane. Iconostasul baroc de mari dimensiuni are mai multe niveluri de icoane bizantine, iar ușile regale sunt decorate cu frunze și trandafiri.